# Troglodiplura lowryi
Troglodiplura lowryi är en spindelart som beskrevs av Main 1969. Troglodiplura lowryi ingår i släktet Troglodiplura och familjen Dipluridae. Inga underarter finns listade i Catalogue of Life.